# 放生院 (宇治市)
放生院（ほうじょういん）は、京都府宇治市宇治（近世においては山城国宇治郡宇治郷内）にある真言律宗の寺院。山号は雨宝山（うほうざん）。寺号は常光寺（じょうこうじ）。本尊は地蔵菩薩。通称の橋寺（はしでら）の由来は、近くの宇治川に架かる宇治橋をかつて当寺が管理していたことによる。

## 歴史
寺伝によれば、推古天皇12年（604年）、聖徳太子の命を受けた秦河勝が宇治橋を架けた折、当寺も開創されたという。ただし、元興寺の僧・道登によって大化2年（646年）に宇治橋が架けられた（境内にある宇治橋断碑の碑文による）際に宇治橋の管理のために創建されたという異説もある。
鎌倉時代後期の弘安4年（1281年）、西大寺の再興などで知られる僧・叡尊によって、当寺は再興された（『感身学生記』）。叡尊は弘安9年（1286年）に宇治橋を復興させ、それの完成に合わせて宇治川の中洲（現・塔の島）に浮島十三重石塔を造立し、当寺で放生会を行っている。これにより当寺の院号は放生院となった。また後宇多天皇より寺領300石を下賜され、宇治橋の管理を命じられたため、それ以降、当寺は『橋寺』と呼称されるようになった。
文明11年（1479年）、三室戸寺と論争になり、放火されている。室町幕府の援助などにより復興されたが、江戸時代の寛永8年（1631年）にも火災に遭い、焼失している。

## 境内
- 本堂
- 庫裏
- 十三重石塔 - 境内にある小さい物。

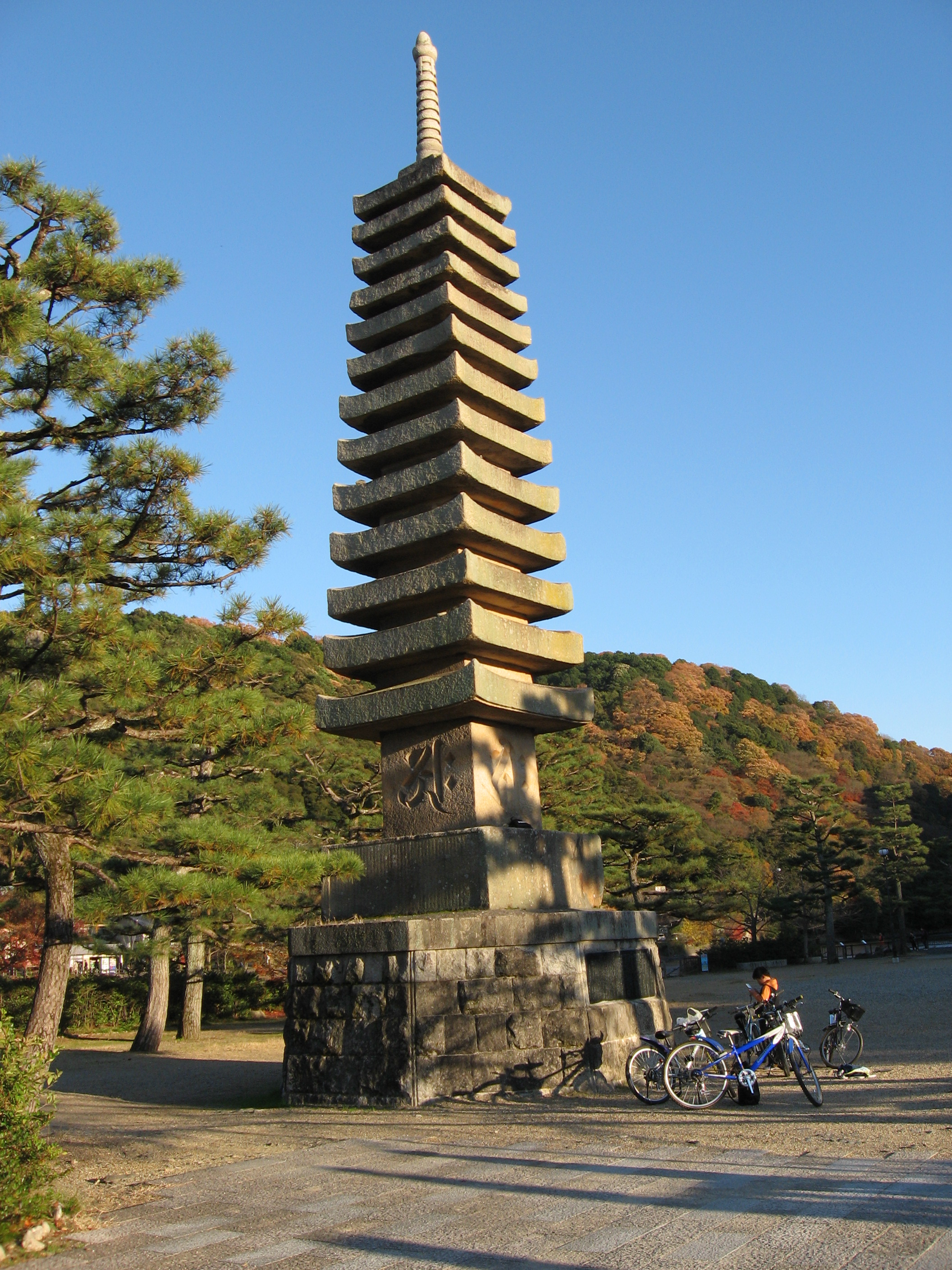
浮島十三重石塔

- 宇治橋断碑（重要文化財） - 日本三古碑のひとつとされる。
- 鎮守社
- 山門
- 飛び地
  - 浮島十三重石塔（重要文化財） - 宇治川の人工島「塔の島」に建つ石塔。弘安9年（1286年）、宇治橋の完成に合わせて叡尊が造立した。現存する近世以前の石塔としては日本最大であり、塔の高さは15.2メートルもある。

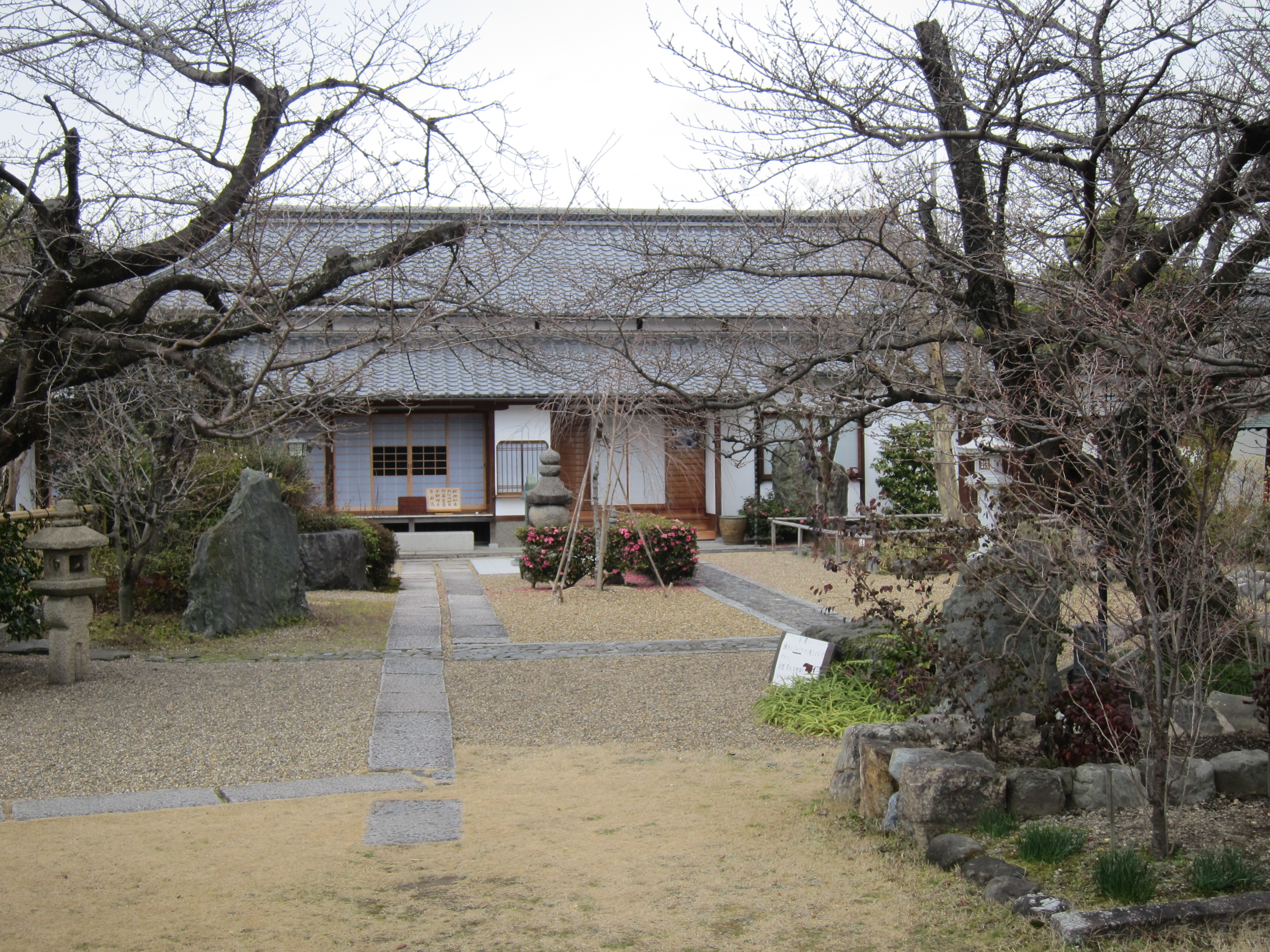
放生院境内
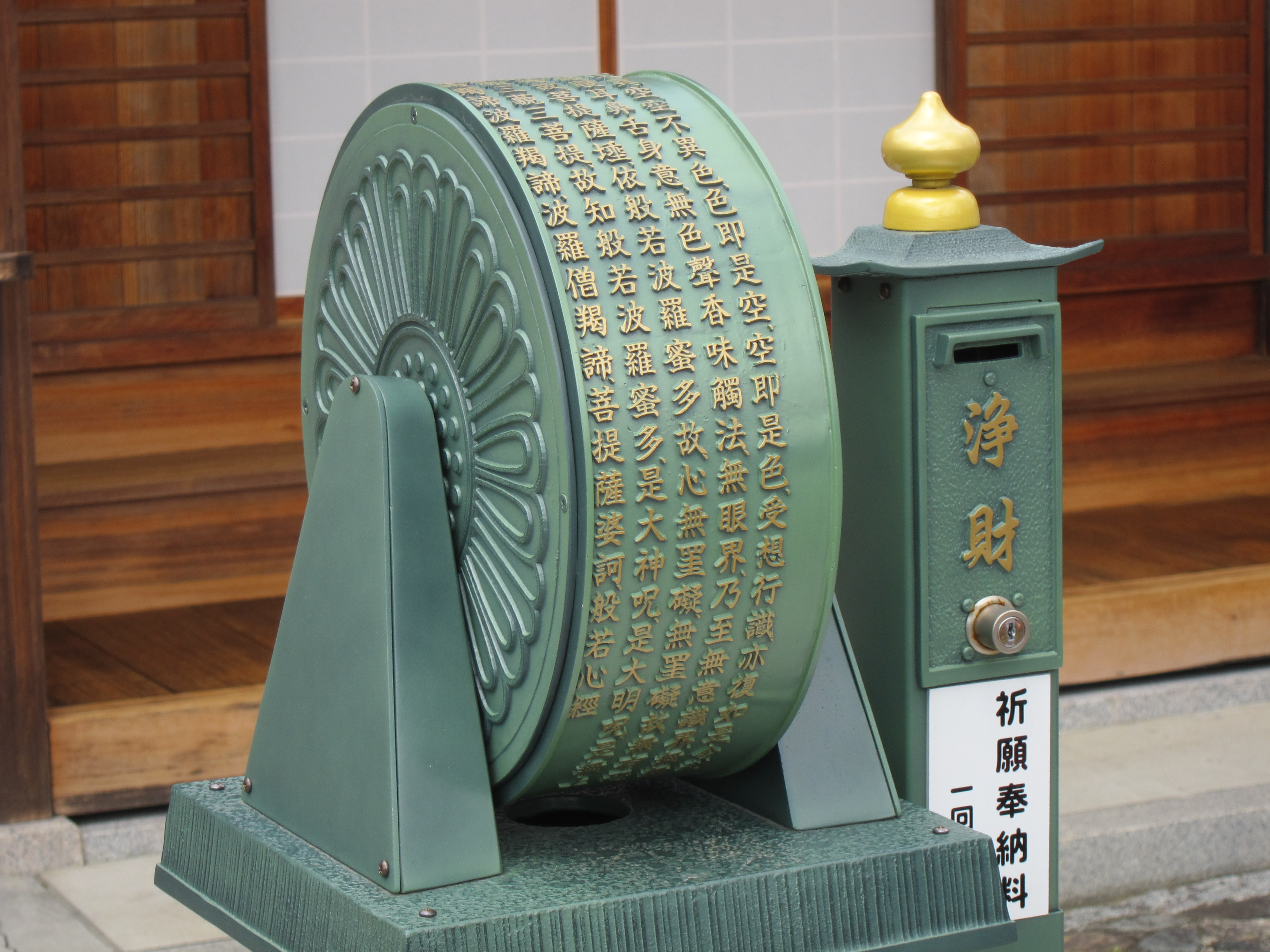
境内にあるマニ車
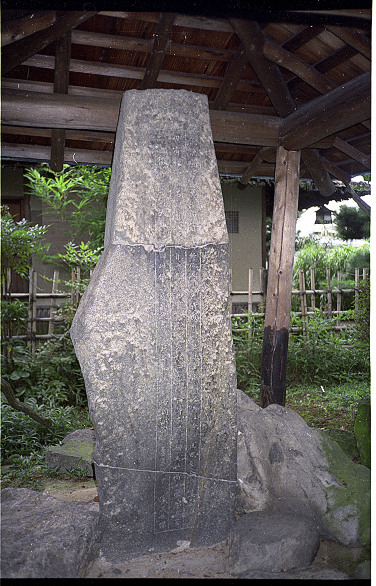
宇治橋断碑

## 文化財

### 重要文化財
- 浮島十三重石塔 1基（指定名称：浮島十三重塔） - 1953年（昭和28年）3月31日指定（建造物）。時代：鎌倉時代後期。
- 木造地蔵菩薩立像 - 像高191.8cm。様式等：寄木造、彩色、玉眼。時代：鎌倉時代後期[1]。
- 木造不動明王立像 - 平安時代後期[1]。
- 宇治橋断碑 1基 - 1965年（昭和40年）5月29日指定（古文書）。時代：飛鳥時代。

### 京都府指定有形文化財
- 浮島十三重石塔納置品 - 2003年（平成15年）3月14日指定。員数：一括。種類：考古資料。時代：平安時代、鎌倉時代、室町時代。

## 前後の札所
通称寺の会（橋寺）